# علی خلیلوند
علی خلیلوند (۱۹ شهریور ۱۳۷۶) یک بازیکن فوتسال اهل ایران است که برای باشگاه گیتی‌پسند اصفهان و تیم ملی فوتسال ایران بازی می‌کند. او در سال ۲۰۲۴ توانست به همراه تیم ملی فوتسال ایران به قهرمانی آسیا دست پیدا کند همچنین در سال ۲۰۲۳ در مسابقات کافا (آسیای میانه)توانست همراه با تیم ملی عنوان قهرمانی و بهترین گلزن ایران را بدست بیاورد.
او در همین سال به تیم گیتی‌پسندصفهان با موفقیت پیوست.
خلیلوند بهمراه واموس اندونزی در جام باشگاه های آسیا به میدان رفت .
پاس تهران و سفیرگفتمان و مقاومت البرز دیگر تیم هایی هستند که خلیلوند در آن تیم ها بازی کرده و هم‌اکنون عضو باشگاه گیتی پسند اصفهان است.

## افتخارات
- قهرمانی به همراه تیم ملی ایران در مسابقات سالنی آسیا در سال ۲۰۲۴[۲][۳]
- قهرمانی در مسابقات فوتسال کافا ۲۰۲۳ به همراه تیم ملی امید ایران[۴][۵]